# 레슬리 고어

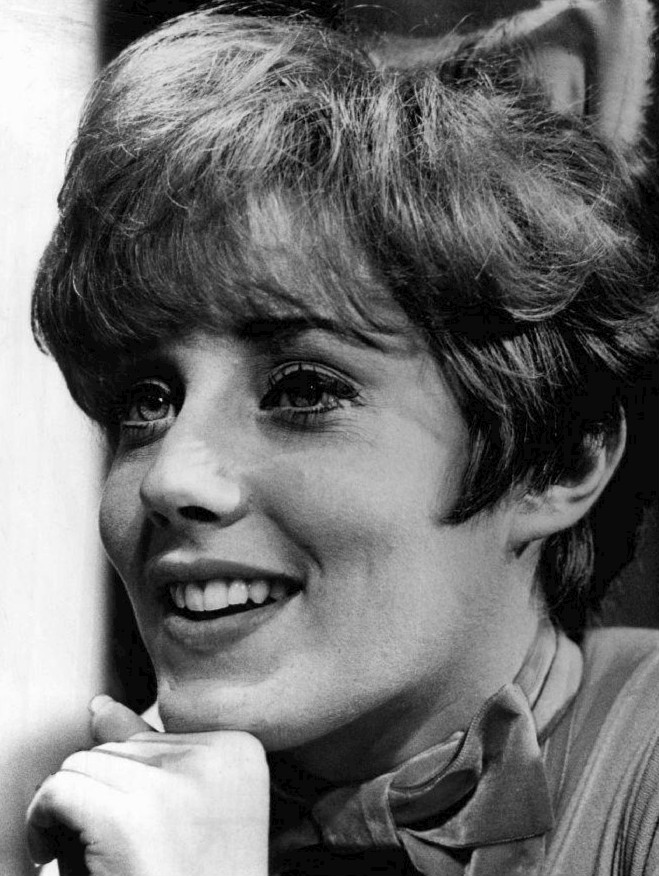
레슬리 고어, 1967년

레슬리 고어(Lesley Gore, 1946년 ~ 2015년 2월 16일)는 미국의 가수이다. 뉴저지주 테나플러에서 태어났다. 1963년에 머큐리에서 나온 데뷔곡 《눈물의 버드데이》가 밀리언 셀러로 선정되었다. 그녀는 작사, 작곡도 하지만 미인이었기 때문에 영화 《비치 걸》, 《비트퍼레이드》 등에 출연하기도 하였다. 《눈물의 노래일기》, 《레슬리 고어의 전부》, 《영 러브》 등의 음반이 있다.
2015년 2월 16일 뉴욕대 병원에서 폐암으로 숨졌다.

## 참고 문헌
- 이 문서에는 다음커뮤니케이션(현 카카오)에서 GFDL 또는 CC-SA 라이선스로 배포한 글로벌 세계대백과사전의 내용을 기초로 작성된 글이 포함되어 있습니다.